# Tir à la corde aux Jeux olympiques intercalaires de 1906
Navigation
Édition précédente Édition suivante
Résultats des épreuves de tir à la corde aux Jeux olympiques intercalaires de 1906 à Athènes en Grèce.
Appelé aussi les Jeux intercalés, les Jeux de 1906 ne sont pas considérés comme officiellement des Jeux olympiques par le Comité international olympique (CIO).

## Classement

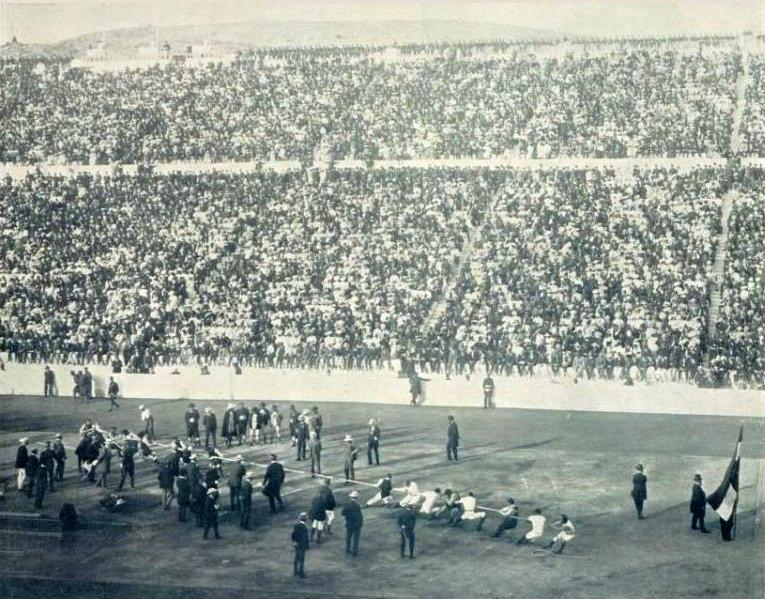
Le Tir à la corde dans le stade d'Athènes, 1906.

| Or | Argent | Bronze |
| GER Carl Kaltenbach Josef Krämer Heinrich Rondi Wilhelm Dörr Wilhelm Ritzenhoff Julius Wagner Heinrich Schneidereit Wilhelm Born | Grèce Spyros Lazaros Antonios Tsitas Spyros Vellas Vasilios Psachos Konstantinos Lazaros Georgios Papachristou Panagiotis Triboulidas Georgios Psachos | SWE Anton Gustafsson Ture Wersäll Erik Granfelt Eric Lemming Carl Svensson Axel Norling Oswald Holmberg Gustaf Grönberger |